# Erhard Pumm

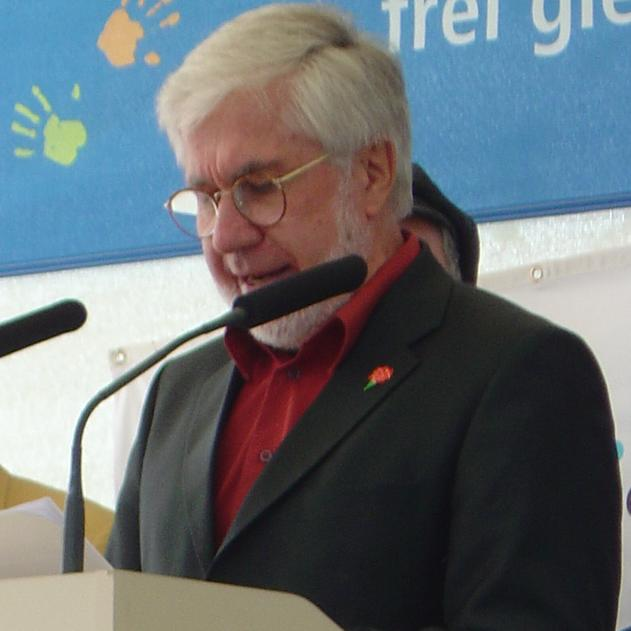
Erhard Pumm am 1. Mai 2004

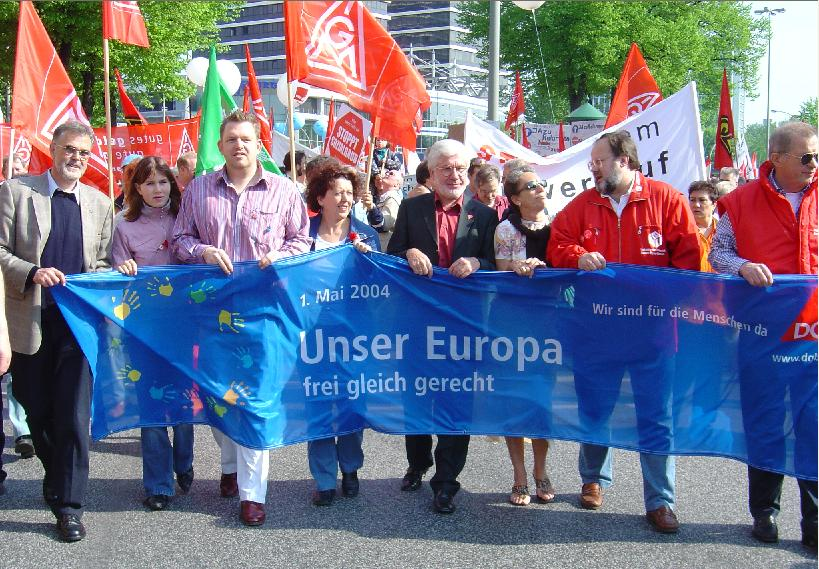
Erhard Pumm (Mitte) auf der 1.-Mai-Demo 2004

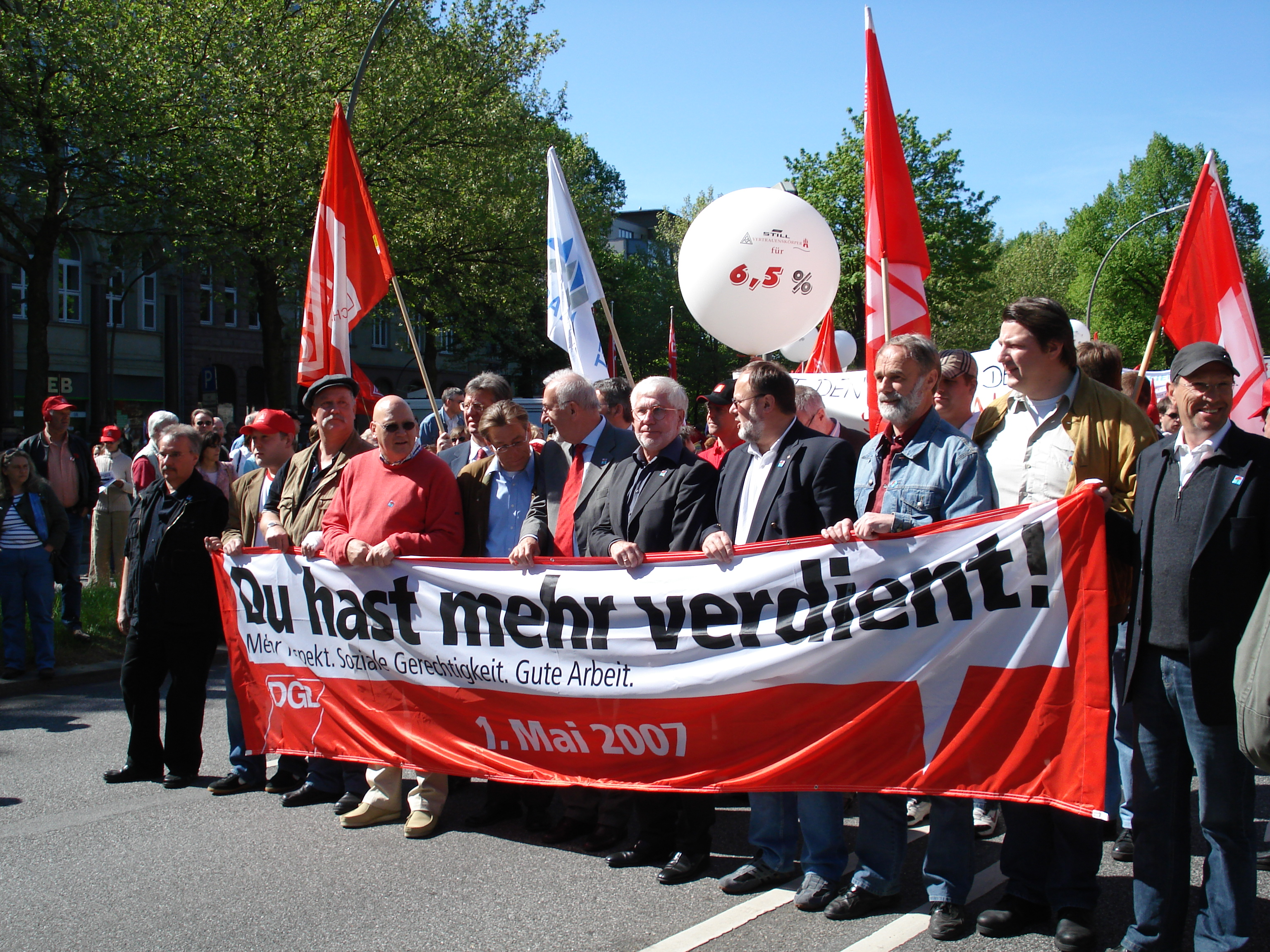
Erhard Pumm in der Mitte mit den Vorsitzenden der Hamburger Gewerkschaften beim 1. Mai 2007 in Hamburg

Erhard Pumm (* 10. September 1945 „in der Tschechoslowakei“; † 4. August 2011 in Hamburg) war ein deutscher Gewerkschaftsfunktionär, Politiker der SPD und Mitglied der Hamburgischen Bürgerschaft.

## Leben und Beruf
Seit 1948 war Pumm in Hamburg wohnhaft. Er war gelernter Maschinenschlosser und Polizist. Von 1964 bis 1980 war er als Polizeivollzugsbeamter beschäftigt. Danach war er bis 1988 Geschäftsführer der Gewerkschaft der Polizei.
Erhard Pumm war als Gewerkschaftssekretär tätig. Von 1988 bis 2009 war er Vorsitzender beim DGB Hamburg. In dieser Zeit war Pumm Mitglied des geschäftsführenden Bezirksvorstandes des DGB-Bezirk Nord. Zu seinem Nachfolger wurde im September 2009 Uwe Grund gewählt.
Er war Vorstandsmitglied und saß im Beirat der gewerkschaftlichen Landesarbeitsgemeinschaft Arbeit und Leben.
Neben der parteipolitischen und gewerkschaftlichen Arbeit war Pumm Mitglied im Verwaltungsausschuss des Landesarbeitsamtes Nord, des Kuratoriums Stiftung Forschungsstelle für Zeitgeschichte und der Gesellschafterversammlung der Zeitwerk GmbH.  Er war von 1992 bis 2007 war Vorstandsmitglied des GBI Großhamburger Bestattungsinstitut.

## Politik
Erhard Pumm war seit dem 1. September 1970 SPD-Mitglied. Von 1980 bis 1991 war er Deputierter der Behörde für Inneres.
Vom 19. Juni 1991 bis 2008 war er Abgeordneter der SPD in der Hamburgischen Bürgerschaft. Dort saß er unter anderem für seine Fraktion im Sozialausschuss, im Verfassungsausschuss, im Familien-, Kinder- und Jugendausschuss, im Innenausschuss, im Rechtsausschuss, im Wirtschaftsausschuss und Haushaltsausschuss.
Zu den Bürgerschaftswahlen 2008 kandidierte Erhard Pumm nicht wieder.